# Vioolbouwer

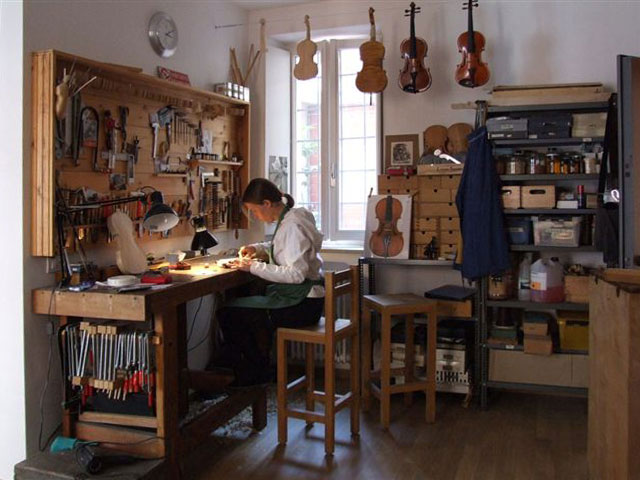
De werkplaats van een vioolbouwer

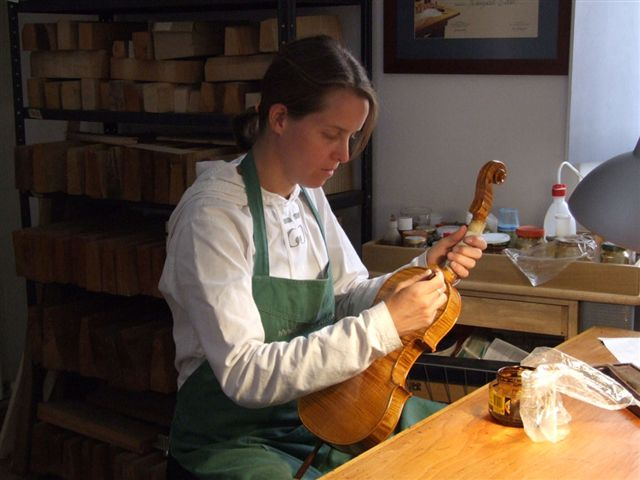
Het vernissen van een viool

Een vioolbouwer is iemand die violen, altviolen en cello's bouwt, repareert en restaureert. Voor het bouwen van bassen is aparte kennis en gereedschap, maar ook veel meer ruimte vereist.
Dit is een beroep dat tegenwoordig nog door een klein aantal vaklieden uitgeoefend wordt. Een viool bestaat uit zestig onderdelen, met alle zeer nauw luisterende eigenschappen, zoals de kam waarover de snaren liggen, de zangbalk en de stapel in de klankkast.
Een van de bekendste beoefenaars van dit beroep was Antonio Stradivari, naar de gewoonten van zijn tijd beter bekend onder zijn gelatiniseerde naam Stradivarius. Hij werkte in Cremona (Italië). Zijn violen zijn nu nog steeds de instrumenten die door beroepsviolisten worden geprefereerd. Andere bekende vroegere vioolbouwers uit de 18e eeuw zijn Amati, Guarneri en Stainer.
Toonaangevend op het gebied van kennisbehoud en opleiding tot bouwer en restaurator van snaarinstrumenten is het West Dean College nabij Chichester in West Sussex in Engeland.

## Constructie van een viool
De houtsoort is heel belangrijk voor de klank van de viool. De meest gebruikte houtsoorten zijn vurenhout (fijnspar), esdoornhout en ebbenhout. Het bovenblad is van vurenhout en het achterblad wordt uit het hardere esdoornhout gesneden. In het bovenblad worden de f-gaten aan de hand van sjablonen uitgetekend en uitgezaagd. De f-gaten zijn nodig voor een goede klank. Voor de snaren wordt darm of nylon gebruikt.